# Hasso Krull

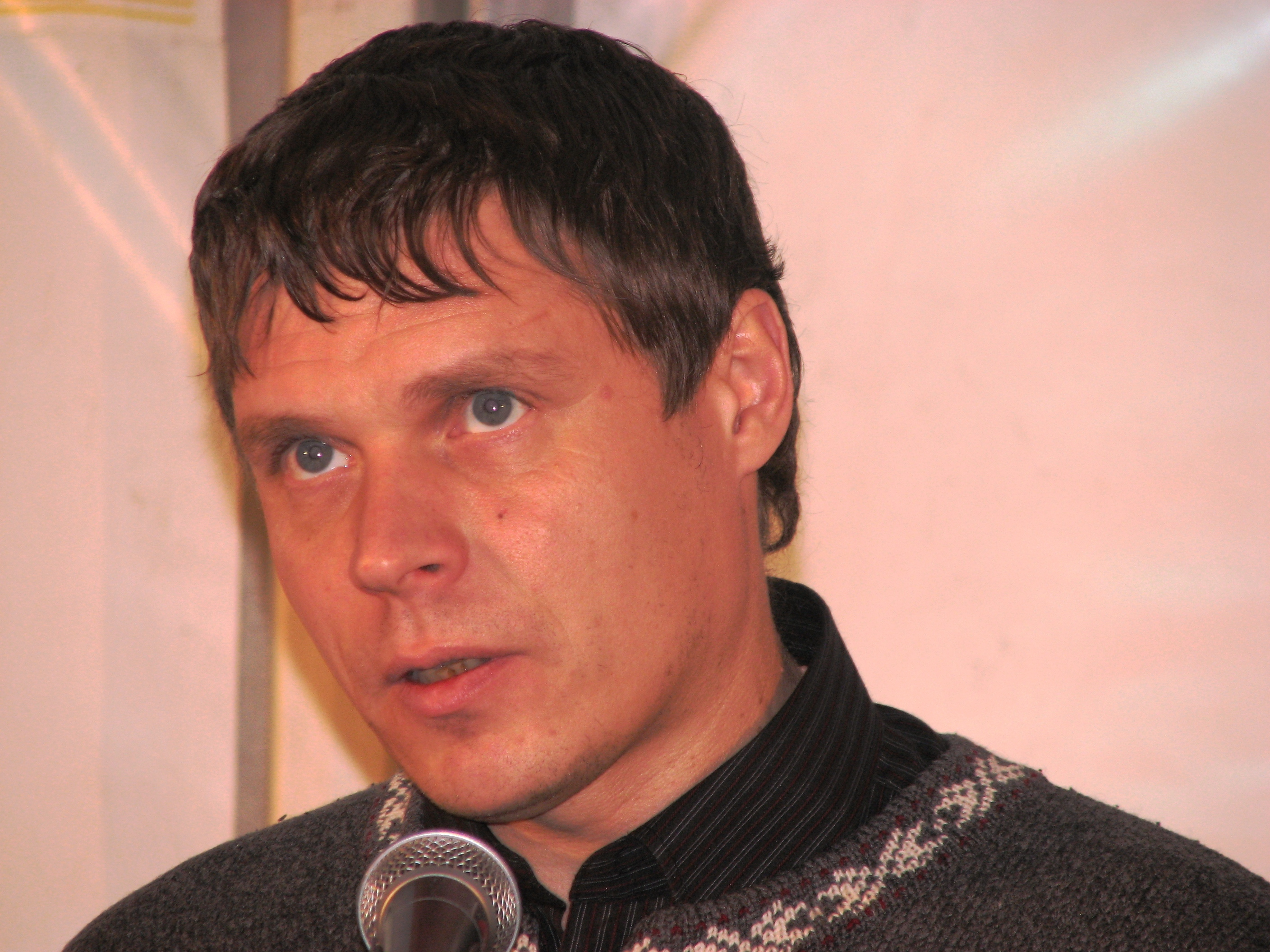
Hasso Krull (2010)

Hasso Krull, Pseudonym Max Harnoon (* 31. Januar 1964 in Tallinn, Estnische SSR) ist ein estnischer Lyriker, Essayist und Übersetzer.

## Ausbildung
Hasso Krull schloss 1981 das Gymnasium in Tallinn ab. Anschließend studierte er von 1981 bis 1985 estnische Sprache und Literaturwissenschaft an der Pädagogischen Universität Tallinn. Seit 1990 unterrichtet er mit Unterbrechungen Literaturtheorie am Estnischen Humanitarinstitut (seit 2005 Teil der Universität Tallinn).
Krull gilt in Estland als intellektuelle Institution, da er zum Ende des 20. Jahrhunderts bei der Implementation der modernen französischen Philosophie im estnischen literaturwissenschaftlichen Diskurs federführend war. Er beschränkt sich jedoch nicht nur auf philosophische Theorien, sondern zeigt auch Lust am Experimentieren. Seine Lyrik wurde mit den Schlagwörtern Poststrukturalismus, Paragrammatismus und Programmfreiheit belegt.
Seit 1989 ist Hasso Krull Mitglied des Estnischen Schriftstellerverbands (Eesti Kirjanike Liit).

## Werke
Fünfzehn Lyrik- und sieben Essaybände.

### Lyrik
Hasso Krull debütierte 1986 mit seiner Gedichtsammlung Mustvalge („Schwarzweiß“), damals noch unter dem Pseudonym Max Harnoon. Es folgten weitere Gedichtbände, zuletzt 2012 die Gedichtsammlung Veel ju vist.
Hasso Krull gehört zu den einflussreichsten zeitgenössischen Lyrikern und Intellektuellen Estlands. Sein frühes Werk ist vom Symbolismus beeinflusst. Für den Gedichtband Jazz (1999) ließ er sich von musikalischen Elementen inspirieren. Intertextualität steht im Vordergrund seines Schaffens. Außerdem befasst sich Krull stark mit der estnischen Mythologie und deren Mythen.

### Gedichtsammlungen
- Mustvalge (1986)
- Pihlakate meri (1988)
- Luuletused 1987–1991 (1993)
- Swinburne (1995)
- Kaalud (1997)
- Jazz (1999)
- Kornukoopia (2001)
- Meeter ja Demeeter (2004)
- Talv (2006)
- Neli korda neli (2009)
- Veel ju vist (2012)
- Muna. Tekstid 1987–2012 (2014)
- Kui kivid olid veel pehmed (2014)
- Mustvalge" (2015, Faksimiledruck)
- Kandsime redelit kaasas (2017)

### Übersetzungen
Daneben hat sich Hasso Krull als Übersetzer aus dem Französischen, Englischen, Deutschen, Niederländischen, Finnischen und Schwedischen einen Namen gemacht. Durch ihn erfuhren in Estland die Ideen Jacques Derridas weite Verbreitung.

### Übersetzungen ins Deutsche
Von Hasso Krull liegt noch kein Gedichtband auf Deutsch vor, jedoch ist er in einigen Anthologien und Zeitschriften vertreten:
- Die Freiheit der Kartoffelkeime. Poesie aus Estland. Herausgegeben von Gregor Laschen. Jaan Kaplinski, Doris Kareva, Hasso Krull, Viivi Luik, Ene Mihkelson, Paul-Eerik Rummo. Nachdichtungen von Marcel Beyer, Friedrich Christian Delius, Katja Lange-Müller, Gregor Laschen, Johann P. Tammen und Ralf Thenior. Mit neun Bildern von Bernd Koberling. Bremerhaven: Wirtschaftsverlag NW Verlag für neue Wissenschaft GmbH 1999 (edition die horen 24), S. 49–77.
- in Estonia 2/2001, S. 32–45, übersetzt von Gisbert Jänicke.
- in Estonia 2006, S. 125–131, ebenfalls übersetzt von Gisbert Jänicke.
- in die horen 4/2010, S. 109–114, übersetzt von Irja Grönholm und Gisbert Jänicke.

Siehe ferner: Märt Väljataga: Hasso Krull: Poststrukturalismus, Paragrammatismus und Programmfreiheit, in: Estonia 2/2001, S. 46–49.

## Auszeichnungen
Er erhielt 1998 den Jahrespreis des estnischen Kulturkapitals und 2002 den Lyrikpreis dieser Institution sowie 2005 den Preis der Baltischen Versammlung für Literatur. 2006 den renommierten Juhan-Liiv-Lyrikpreis.